# Adiantum viridescens
Adiantum viridescens är en kantbräkenväxtart som beskrevs av Col. Adiantum viridescens ingår i släktet Adiantum och familjen Pteridaceae. Inga underarter finns listade.